# Disaulax hirsuticornis
Disaulax hirsuticornis là một loài bọ cánh cứng trong họ Cerambycidae.